# Midhat paša
Ahmed Šefik Midhat paša (turecky Aḥmed Şefīḳ Midḥat Pāşā, 1822 Istanbul – 26. dubna 1883 Táif) byl osmanský politik, reformista a státník. Byl iniciátorem ústavy Osmanské říše.
Midhat se narodil v Istanbulu a vystudoval soukromou medresu. Podvakrát vykonával krátce funkci velkovezíra, a to od července do  srpna 1872 a od prosince 1876 do února 1877. V roce 1876 během první ústavní éry se stal spoluzakladatelem osmanského parlamentu. Midhat byl znám jako králotvůrce a přední osmanský demokrat. Byl součástí vládnoucí elity, která rozpoznala krizi, v níž se říše nacházela, a považovala reformu za naléhavou. Midhat byl podle všeho zavražděn v al-Táifu.

## Mládí a rodina
Ahmed Šefik Midhat se narodil v Istanbulu v islámském měsíci safar v roce 1238 AH, který začal 18. října 1822. Jeho otec Rusçuklu Mehmed Eşref pocházel z Ruse, z rodiny dobře postavených příslušníků státní náboženské instituce ilmije a podle všeho stoupenců náboženského směru bektašíja. Mládí prožil v domě svých rodičů ve Vidinu, Lovči a později Istanbulu, kde jeho otec pracoval u soudu. Vzdělán byl soukromě a v medrese.

## Raná politická kariéra

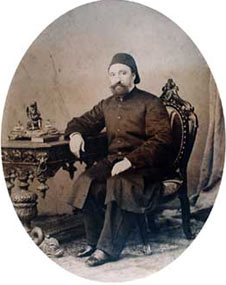
Midhat paša ve středním věku

Od roku 1836 pracoval v sekretariátu velkého vezíra a v roce 1854 mu velkovezír Kıbrıslı Mehmed Emin Pasha zadal úkol pacifikovat Drinopolský elájet, což se mu v letech 1854 – 1856 podařilo, tím že potlačil místní banditismus. V roce 1858 strávil šest měsíců cestováním po západní Evropě za studiem, mimo jiné ve Vídni, Pařížu, Bruselu a Londýně. Když byl druhým tajemníkem Nejvyšší rady, účastnil se vyšetřování Küleliho incidentu.
V roce 1861 byl jmenován pašou v Niši, kde se zasloužil o zavedení nového správního upořádání na Balkáně. Aby bylo prosazeno nové uspořádání v podobě vilájetů podle zákona z roku 1864, začal Fuad paša s pilotním programem v podobě modelového a experimentálního Dunajského vilájetu, do jehož čela jmenoval Midhat pašu jako prvního válího. Hrál hlavní roli při ubytování muslimských uprchlíků ze Srbska, kteří byli v roce 1862 vládou vyhnáni. Za svého místodržitelství postavil nespočet škol a vzdělávacích ústavů, postavil nemocnice, sýpky, silnice a mosty, přičemž tyto projekty platil z dobrovolných příspěvků lidí. Během dvou let obnovil Midhat paša pořádek, zavedl novou reformovanou hierarchii, poskytoval zemědělské úvěry (prostřednictvím prvních zemědělských úvěrových družstev), rozšířil silnice, mosty a vodní cesty, zahájil průmysl, otevřel školy a sirotčince, založil noviny a zvýšil příjmy provincie z 26 000 na 300 000 pursů. Střetl se s velkovezírem Mehmedem Eminem Ali pašou, což vedlo k jeho jmenování guvernérem Bagdádu v roce 1869, což bylo zamýšleno jako trest odsunutím do vzdáleného místa.
Po svém příjezdu do Bagdádu v roce 1869 otevřel řadu státních škol, protože město dříve nemělo žádné státní vzdělávací instituce. Podporoval také reformu 6. armády, a proto nechal zřídit vojenské školy, což mělo trvalý dopad, protože před rokem 1900 navštěvovalo vojenskou přípravnou školu 256 studentů a vojenskou střední školu 846, kdežto státní přípravnou střední školu pouze 96.
Pomohl modernizovat provincii a obnovil osmanskou nadvládu v oblasti al-Hasa. Zavedl zde systém vilájetů a v rámci systému známého jako nizam tapu nechal pomocí zemského dekretu z roku 1858 poskytnout jednotlivcům půdu miri. Z funkce odešel v roce 1872 a vrátil se do Istanbulu. Henry Dobbs, guvernér Indie, považoval tři roky guvernérství Midhat paši za nejstabilnější a nejbezpečnější období osmanské nadvlády v regionu.

## Velkovezírství

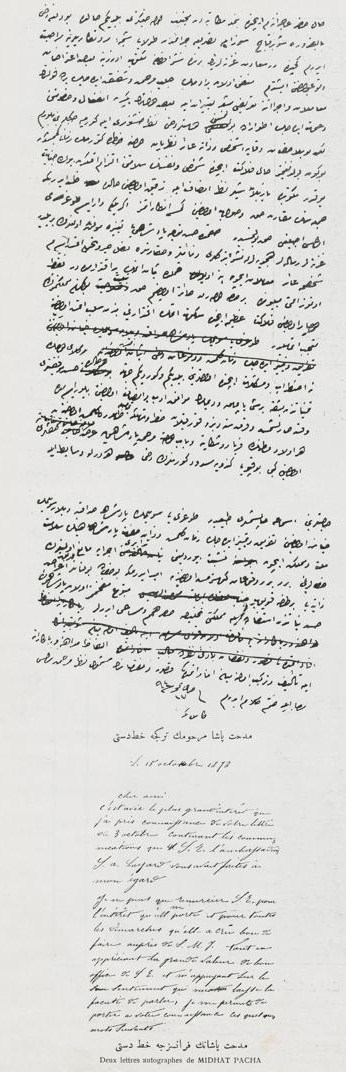
Rukopis Midhat paši v osmanské turečtině a francouzštině

V roce 1872 byl Abdulazizem jmenován velkovezírem, ale jeho první funkční období skončilo náhle především kvůli jeho střetům s Abdulazizem ohledně finančních a ekonomických otázek. Byl propuštěn po dvou měsících. V letech 1873 a 1875 působil také jako ministr spravedlnosti, ale jeho práce v těchto úřadech byla krátkodobá vzhledem k jeho inklinaci k zavedení ústavy. Tu dostal šanci zavést z roce 1876 díky vzniklé vnitřní finanční a diplomatické krizi v letech 1875 – 1876.
15. června 1876 napadl důstojník osmanské pěchoty jménem Çerkes Hasan jednání v sídle Midhat paši, na němž byli přítomni všichni důležití ministři. Deset osoby bylo zraněno a o život přišlo celkem pět osob, mezi nimi ministr války Huseyin Avni paša a ministr zahraničí Rašíd paša, stejně jako jeden z Midhatových služebníků jménem Ahmed Aga. V hrdelním procesu byl útočník odsouzen k trestu smrti.
Midhat paša byl znovu jmenován velkovezírem, místo Mehmeda Rušdí paši, dne 19. prosince 1876. Po svém jmenování slíbil pokračovat v reformní cestě a 23. prosince 1876 oznámil, že bude vyhlášena ústava a ustaven zastupitelský parlament. Přestože nebyl členem ústavodárné komise, sehrál důležitou roli při jejím přijetí. Ústava stanovila stejná práva pro všechny občany bez rozdílu rasy nebo vyznání, zrušila otroctví, zavedla nezávislé soudnictví založené na občanském (spíše než na náboženském) právu, ustanovila povinné všeobecné základní vzdělání a zřídila dvoukomorový parlament se senátem jmenovaným sultánem a přímo volenou poslaneckou sněmovnou. V rozhovoru pro časopis Nineteenth Century Midhat paša tvrdil, že „v islámu spočívá princip vlády na základech v podstatě demokratických, pokud je v nich uznána suverenita lidu“.
Podpora lidu pro ústavu začala prudce klesat, když se vešlo ve známost, že má zajistit stejná práva pro nemuslimy.Studenti náboženských škol, kteří byli dosud Midhatovými podporovateli, se postavili se rozhodně proti. Midhat paša přiměl Abdulhamida II. ke schválení ústavy, ale sultán prosadil zapracování článku 113, který mu dal pravomoc vykázat kohokoli z říše bez soudu nebo jiného právního postupu.
Abdulhamida ústava nezajímala a 5. února 1877 vyhnal Midhat pašu do vyhnanství. Poslal ho na své jachtě do Brindisi a odtud pak do Francie, Španělska, Rakousko-Uherska a Spojeného království, kde sepsal memoranda podporující osmanskou věc v rusko-turecké válce v letech 1877–78 a brožuru obhajující osmanské reformy. Midhatova popularita v Evropě, spojená s britským tlakem, vedla Abdulhamida k tomu, že mu dovolil návrat z exilu na Krétu, kam dorazil 6. září 1878.
Po skončení války sultán Abdulhamid II. parlament rozehnal a vrátil se k despotické vládě.

## Guvernérství Sýrie

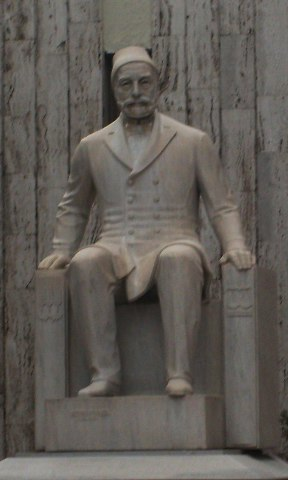
Socha Midhat paši v Ankaře

Na britskou intervenci byl opětovně jmenován válím a v listopadu 1878 se stal guvernérem syrského vilájetu, tuto funkci zastával až do 31. srpna 1881.. Během svého působení se snažil provincii zreformovat. K prosazení své vzdělávací reformy využil charitativního sdružení pro vzdělávání, které založili někteří prominentní muslimští občané z Bejrútu, a povzbudil vznik podobných sdružení v Damašku a jinde.
Do státních služeb přijal mnoho Arabů, a to i na významné pozice, a menšinám poskytl široké zastoupení ve státní správě. Podpořil rozvoj tisku a počet novin vzrostl na více než dvanáct. Zajímal se o stavbu silnic a o zajištění bezpečnosti. Místní významné osobnosti zapojil do financování místních projektů, jako je tramvajový systém v Tripolisu a založení Bejrútské obchodní komory. Poté na svůj post rezignoval, protože měl pocit, že mu Istanbul nedává dostatečnou podporu. Jeho pověst v Evropě byla taková, že jeho reformátorský zápal byl považován za odchylku založenou na individuální síle jeho osobnosti. S poukazem na neefektivní a zkorumpovanou povahu osmanského státu a roztříštěnost jeho společnost věřili, že Midhat paša nemůže uspět.

## Vězení a smrt
Krátce byl v İzmiru válím Aydinského vilájetu, ale po pouhých několika měsících na tomto postu byl 17. května 1881 zatčen. Ministr spravedlnosti Ahmed Cevdet paša ho nechal převézt do Istanbulu, kde byl obviněn z vraždy sultána Abdulazize. Výslech a soudní řízení se konaly v paláci Yildiz. Byl obviněn a usvědčen z vraždy a odsouzen k smrti. Poprava však byla změněna na doživotní vězení v Táifu v Hidžázu.
Někteří historici prohlašují, že šlo o vykonstruovaná obvinění, protože jsou přesvědčeni, že doznání byla z některých podezřelých vynucena mučením a použitím padělaných důkazů a placených svědků. Tvrdí, že jeho popravě zabránil britský nátlak, a proto byl uvězněn v pevnosti Táif v Hidžázu. Údajně brzy po příjezdu Midhat paši obdržel emír z Mekky Abdul Muttalib zprávu z Istanbulu požadující jeho usmrcení, které mělo vypadat jako nehoda. Emír byl však jeho blízkým přítelem a nic nepodnikl. Následně nechal hidžázský válí Osman paša obklíčit emírovo letní sídlo v Táifu a tam ho uvěznit. Poté byl osud Midhat paši zpečetěn. Byl zavražděn ve své cele 26. dubna 1883.
Pozůstatky Midhat paši byly převezeny z Táifu a uloženy do památníku svobody 26. června 1951 na ceremonii, které se zúčastnil turecký prezident Celâl Bayar.

## Odkaz
Britská historička Caroline Finkel popisuje Midhata jako „skutečného představitele tanzimatského optimismu, který věřil, že separatistickým tendencím lze nejlépe čelit tím, že ukážeme výhody dobré vlády“. V Damašku je po něm pojmenováno tržiště (arabsky Sūq Midḥat Bāšā‎). Bernard Lewis popisuje Midhat pašu jako „jednoho z nejschopnějších správců v osmanských službách“ a tvrdí, že „funkční období válího Dunajské provincie ukázalo, že s nezbytnou dobrou vůlí a schopnostmi by nový systém mohl velmi dobře fungovat.“ Midhat paša je popisován jako osoba s liberálními postoji.

## Galerie

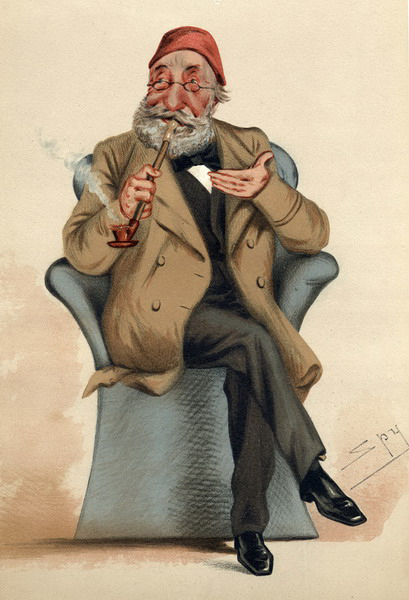
Midhat paša na obálceVanity Fair, 30. června 1877
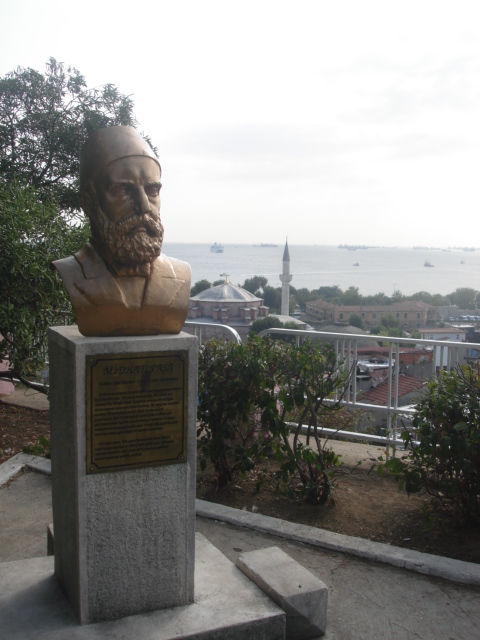
Busta Midhat paši v Istanbulu
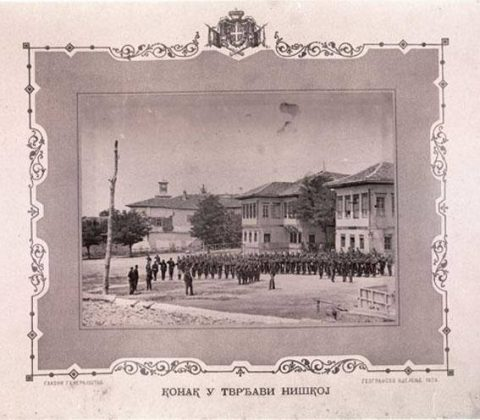
Palác Midhat paši v Niši